# 迈克尔·赫伯恩
迈克尔·赫伯恩（英語：Michael Hepburn，1991年8月17日—），澳大利亚男子自行车运动员。他曾代表澳大利亚参加2012年和2016年夏季奥林匹克运动会自行车比赛，获得二枚银牌，均来自男子团体追逐赛项目。